# Paul Sorvino
Paul Anthony Sorvino (New York, 13 aprile 1939 – Jacksonville, 25 luglio 2022) è stato un attore e regista statunitense, di origini italiane.

## Biografia
Figlio di Ford Sorvino, originario di Napoli, e di Angela Renzi, originaria di Casacalenda, in provincia di Campobasso, Paul Sorvino studiò all'American Musical and Dramatic Academy di New York nel tentativo di diventare cantante lirico. Non riuscendo a concretizzare il suo sogno, in quanto affetto da una grave forma di asma, si dedicò alla recitazione, diplomandosi in arte drammatica. Nel 1964 debuttò a Broadway nel musical Bajour e nel 1971 recitò accanto ad Al Pacino nel film Panico a Needle Park, quindi tornò a Broadway dove ottenne grande successo con That Championship Season.
Dagli anni settanta in poi fu nel cast di molti film, tra cui Quei bravi ragazzi (1990) di Martin Scorsese e Dick Tracy (1990) di Warren Beatty. Nella stagione 1991-1992 interpretò il sergente Phil Cerreta nella serie televisiva Law & Order - I due volti della giustizia, ruolo che gli diede visibilità internazionale. Nel 1993 interpretò il primo film tv dopo la morte di Raymond Burr nella serie Perry Mason, nei panni di un collega avvocato. Nel 1995 impersonò Henry Kissinger nel film Gli intrighi del potere - Nixon di Oliver Stone, mentre negli anni a seguire apparve ancora sullo schermo in numerose produzioni cinematografiche.
Nel 2004 fu premiato a Roma dalla Fondazione Tremaglia. Nel corso della cerimonia duettò con il tenore Andrea Bocelli. Nel 2006 partecipò allo show televisivo Non facciamoci prendere dal panico di Gianni Morandi, su Rai 1. Tra le sue ultime interpretazioni, quella nella miniserie western Doc West (2009), dove fece coppia con Terence Hill. Nello stesso anno interpretò Beniamino nella serie televisiva L'onore e il rispetto, in onda su Canale 5.
È morto il 25 luglio 2022 all'età di 83 anni, mentre era ricoverato in una clinica di Jacksonville. È stato sepolto presso l'Hollywood Forever Cemetery.

## Vita privata
Dal 1966 al 1988 fu sposato con la terapista Lorraine Davis dalla quale ebbe tre figli: Mira, Amanda (1971) e Michael. Nel 1991 si è unito in matrimonio con Vanessa Arico, dalla quale divorziò nel 1996. Dal 2014 è stato sposato con Dee Dee Benkie. Nel gennaio 2018, Sorvino ha scoperto che Harvey Weinstein ha molestato sua figlia Mira e l'ha inserita nella lista nera dell'industria cinematografica dopo che lei ha rifiutato le avances sessuali del magnate del cinema. Istituì una fondazione specificamente dedicata alle persone sofferenti di asma come lui. 

## Filmografia

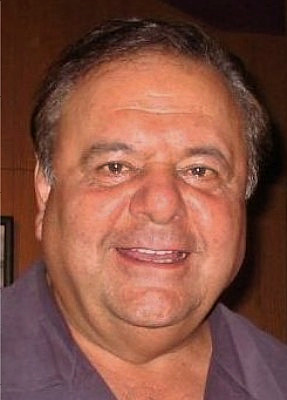
Paul Sorvino a New York nel 2008

### Attore

#### Cinema
- Senza un filo di classe (Where's Poppa?), regia di Carl Reiner (1970)
- Panico a Needle Park (The Panic in Needle Park), regia di Jerry Schatzberg (1971)
- Il PornOcchio (Cry Uncle!), regia di John G. Avildsen (1971)
- Terapia di gruppo (Made for Each Other), regia di Robert B. Bean (1971)
- Dealing: Or the Berkeley-to-Boston Forty-Brick Lost-Bag Blues, regia di Paul Williams (1972)
- Un tocco di classe (A Touch of Class), regia di Melvin Frank (1973)
- Il giorno del delfino (The Day of the Dolphin), regia di Mike Nichols (1973)
- 40.000 dollari per non morire (The Gambler), regia di Karel Reisz (1974)
- Sì, sì... per ora (I Will, I Will... for Now), regia di Norman Panama (1976)
- Angel and Big Joe, regia di Bert Salzman – cortometraggio (1976)
- Bentornato Dio! (Oh, God!), regia di Carl Reiner (1977)
- Una strada chiamata domani (Bloodbrothers), regia di Robert Mulligan (1978)
- Ballando lo slow nella grande città (Slow Dancing in the Big City), regia di John G. Avildsen (1978)
- Pollice da scasso (The Brink's Job), regia di William Friedkin (1978)
- Marito in prova (Lost and Found), regia di Melvin Frank (1979)
- Cruising, regia di William Friedkin (1980)
- Reds, regia di Warren Beatty (1981)
- Non arrendersi mai (Melanie), regia di Rex Bromfield (1982)
- Io, la giuria (I, the Jury), regia di Richard T. Heffron (1982)
- Correre per vincere (That Championship Season), regia di Jason Miller (1982)
- Off the Wall, regia di Rick Friedberg (1983)
- Stuff - Il gelato che uccide (Stuff), regia di Larry Cohen (1985)
- Turk 182, regia di Bob Clark (1985)
- Un bel pasticcio! (A Fine Mess), regia di Blake Edwards (1986)
- Vasectomy: A Delicate Matter, regia di Robert Burge (1986)
- Very Close Quarters, regia di Vladimir Rif (1986)
- Dick Tracy, regia di Warren Beatty (1990)
- Quei bravi ragazzi (Goodfellas), regia di Martin Scorsese (1990)
- DMZ (1990)
- Le avventure di Rocketeer (The Rocketeer), regia di Joe Johnston (1991)
- Age Isn't Everything, regia di Douglas Katz (1991)
- Il socio (The Firm), regia di Sydney Pollack (1993) - cameo non accreditato
- Giustizia clandestina (Backstreet Justice), regia di Chris McIntyre (1994)
- Cover Me, regia di Michael Schroeder (1995)
- Gli intrighi del potere - Nixon (Nixon), regia di Oliver Stone (1995)
- È solo l'amore che conta (Love Is All There Is), regia di Joseph Bologna e Renée Taylor (1996)
- Romeo + Giulietta di William Shakespeare (William Shakespeare's Romeo + Juliet), regia di Baz Luhrmann (1996)
- Le due facce della giustizia (Dog Watch), regia di John Langley (1997)
- American Perfekt, regia di Paul Chart (1997)
- Traffico di diamanti (Money Talks), regia di Brett Ratner (1997)
- Men with Guns, regia di Kari Skogland (1997)
- Testimone involontario (Most Wanted), regia di David Hogan (1997)
- Bulworth - Il senatore (Bulworth), regia di Warren Beatty (1998)
- Hong Kong colpo su colpo (Knock Off), regia di Tsui Hark (1998)
- Dead Broke, regia di Edward Vilga (1998)
- Harlem Aria, regia di William Jennings (1999)
- Scriptfellas, regia di Sanford Bookstaver (1999)
- The Amati Girls, regia di Anne De Salvo (2000)
- The Family Man, regia di Brett Ratner (2000) - scene eliminate
- Fashion Crimes (Perfume), regia di Michael Rymer (2001)
- Spot - Supercane anticrimine (See Spot Run), regia di John Whitesell (2001)
- Plan B, regia di Greg Yaitanes (2001)
- Longshot, regia di Lionel C. Martin (2001)
- Streghe verso nord, regia di Giovanni Veronesi (2001)
- Rhode Island Blue (2001)
- Ciao America, regia di Frank Ciota (2002)
- The Cooler, regia di Wayne Kramer (2003)
- Mambo italiano, regia di Émile Gaudreault (2003)
- Mr. 3000, regia di Charles Stone III (2004)
- Goodnight, Joseph Parker, regia di Dennis Brooks (2004)
- Mr. Fix It, regia di Darin Ferriola (2006)
- Cartolina d'estate (Greetings from the Shore), regia di Greg Cwerchak (2007)
- Last Hour, regia di Pascal Caubet (2008)
- Carnera - The Walking Mountain, regia di Renzo Martinelli (2008)
- Repo! The Genetic Opera, regia di Darren Lynn Bousman (2008)
- The Wild Stallion - Praterie Selvagge (The Wild Stallion), regia di Craig Clyde (2009)
- Lily of the Feast, regia di Federico Castelluccio – cortometraggio (2010)
- Switchback, regia di Lori Kelly (2010)
- Night Club, regia di Sam Borowski (2011)
- Bulletproof Man (Kill the Irishman), regia di Jonathan Hensleigh (2011)
- God Don't Make the Laws, regia di David Sabbath (2011)
- The Trouble with Cali, regia di Paul Sorvino (2012)
- The Devil's Carnival, regia di Darren Lynn Bousman (2012)
- For the Love of Money, regia di Ellie Kanner (2012)
- Divorzio d'amore (Divorce Invitation), regia di S.V. Krishna Reddy (2012)
- How Sweet It Is, regia di Brian Herzlinger (2013)
- Last I Heard, regia di Dave Rodriguez (2013)
- Questa è la mia casa - 4Closed (4Closed), regia di Nick Lyon (2013)
- Immigrant, regia di Barry Shurchin (2013)
- A Winter Rose, regia di Riz Story (2014)
- A Place for Heroes, regia di Scott R. Thompson (2014)
- The Hybrids Family, regia di Tony Randel (2015)
- Passione senza regole (Careful What You Wish For), regia di Elizabeth Allen Rosenbaum (2015)
- No Deposit, regia di Frank D'Angelo (2015)
- Sicilian Vampire, regia di Frank D'Angelo (2015)
- Cold Deck, regia di Zack Bernbaum (2015)
- Alleluia! The Devil's Carnival, regia di Darren Lynn Bousman (2016)
- Kidnapped in Romania, regia di Carlo Fusco (2016)
- The Bandit Hound, regia di Michelle Danner (2016)
- Chasing Gold, regia di Edmond G Coisson (2016)
- Detours, regia di Robert McCaskill (2016)
- The Bronx Bull, regia di Martin Guigui (2016)
- The Brooklyn Banker, regia di Federico Castelluccio (2016)
- The Red Maple Leaf, regia di Frank D'Angelo (2016)
- L'eccezione alla regola (Rules Don't Apply), regia di Warren Beatty (2016)
- Lost Cat Corona, regia di Anthony Tarsitano (2017)
- The Last Poker Game, regia di Howard Weiner (2017)
- Undercover Grandpa, regia di Erik Canuel (2017)
- Price for Freedom, regia di Dylan Bank (2017)
- Executor, regia di Moziko Wind (2017)
- Papa, regia di Dan Israely (2018)
- Acts of Desperation, regia di Richard Friedman (2018)
- Beneath the Leaves, regia di Adam Marino (2019)
- Welcome to Acapulco, regia di Guillermo Iván (2019)
- Falling, regia di Ali Askari (2019)
- Bad Impulse, regia di Michelle Danner (2020)

#### Televisione
- Great Performances – serie TV, 1 episodio (1974)
- We'll Get By – serie TV, 13 episodi (1974-1975)
- Tell Me Where It Hurts, regia di Paul Bogart – film TV (1974)
- Shoot It Black, Shoot It Blue, regia di Dennis McGuire – film TV (1974)
- Può capitare anche a voi (It Couldn't Happen to a Nicer Guy), regia di Cy Howard – film TV (1974)
- Le strade di San Francisco (The Streets of San Francisco) – serie TV, episodio 4x21 (1976)
- Bert D'Angelo Superstar – serie TV, 11 episodi (1976)
- Settima strada (Seventh Avenue) – miniserie TV (1977)
- Il sordomuto (Dummy), regia di Frank Perry – film TV (1979)
- Insight – serie TV, 1 episodio (1979)
- F.B.I. oggi (Today's F.B.I.) – serie TV, 1 episodio (1981)
- Questione d'onore (A Question of Honor), regia di Jud Taylor – film TV (1982)
- Chiefs – miniserie TV (1983)
- Vita segreta di una madre (My Mother's Secret Life), regia di Robert Markowitz – film TV (1984)
- With Intent to Kill, regia di Mike Robe – film TV (1984)
- Patto di amore e di morte (Surviving), regia di Waris Hussein – film TV (1985)
- Sonno di ghiaccio (Chiller), regia di Wes Craven – film TV (1985)
- Betrayed by Innocence, regia di Elliot Silverstein – film TV (1986)
- Moonlighting – serie TV, 1 episodio (1986)
- Almost Partners, regia di Alan Kingsberg – film TV (1987)
- Poliziotti in città (The Oldest Rookie) – serie TV, 8 episodi (1987-1988)
- La signora in giallo (Murder, She Wrote) – serie TV, episodio 5x20 (1989)
- Nightmare - Come in un incubo (Don't Touch My Daughter), regia di John Pasquin – film TV (1991)
- Law & Order - I due volti della giustizia (Law & Order) – serie TV, 31 episodi (1991–1992)
- The Last Mile, regia di Paul Bogart – cortometraggio (1992)
- Perry Mason: Poker di streghe (Perry Mason Mistery: The Case of the Wicked Wives), regia di Christian I. Nyby II – film TV (1993)
- Star Trek: The Next Generation – serie TV, episodio 7x13 (1994)
- Behind Bars – serie TV - reality, 24 episodi (1994) - presentatore
- Parallel Lives, regia di Linda Yellen – film TV (1994)
- I dannati di Meadowbrook (Without Consent), regia di Robert Iscove – film TV (1994)
- Clausola mortale (Escape Clause), regia di Brian Trenchard-Smith – film TV (1994)
- The Art of the Cigar, regia di John Talamini (1996)
- Joe Torre: Curveballs Along the Way, regia di Sturla Gunnarsson – film TV (1997)
- Houdini, regia di Pen Densham – film TV (1998)
- Quella stagione da campioni (That Championship Season), regia di Paul Sorvino – film TV (1999)
- Work with Me – serie TV, 1 episodio (1999)
- Così è la vita (That's Life) serie TV, 36 episodi (2000-2002)
- Truffa al liceo (Cheaters), regia di John Stockwell – film TV (2000)
- The Thin Blue Lie, regia di Roger Young – film TV (2000)
- Mafia Doctor, regia di Alex Chapple – film TV (2003
- Jack & Bobby – serie TV, 1 episodio (2004)
- Still Standing – serie TV, 4 episodi (2004-2006)
- Mogli a pezzi – serie TV, 4 episodi (2008)
- Doc West, regia di Giulio Base e Terence Hill – film TV (2009)
- Doc West - La sfida, regia di Giulio Base e Terence Hill – film TV (2009)
- Santa Baby - Natale in pericolo (Santa Baby 2: Christmas Maybe), regia di Ron Underwood – film TV (2009)
- L'onore e il rispetto - Parte seconda, regia di Salvatore Samperi e Luigi Parisi – miniserie TV (2009)
- Il doppio volto della follia (Imaginary Friend), regia di Richard Gabai – film TV (2012)
- Jersey Shore Shark Attack, regia di John Shepphird – film TV (2012)
- Airship Dracula – miniserie TV (2012)
- Paulie, regia di Brian Herzlinger – film TV (2013)
- Elementary – serie TV, 1 episodio (2014)
- The Goldbergs – serie TV, 1 episodio (2014)
- Nonno all'improvviso (Grandfathered) – serie TV, 1 episodio (2016)
- Criminal Minds: Beyond Borders – serie TV, 1 episodio (2017)
- Bad Blood – serie TV, 4 episodi (2017)
- Godfather of Harlem – serie TV, 9 episodi (2019-2022)

#### Videoclip
- Black Widow di Iggy Azalea feat. Rita Ora

### Doppiatore
- Duckman: Private Dick/Family Man – serie TV, 1 episodio (1996)
- Blue Heat: The Case of the Cover Girl Murders - videogioco (1997)
- Hey Arnold - Il film (Hey Arnold - The Movie), regia di Tuck Tucker (2002)

### Regista
- Quella stagione da campioni (That Championship Season) – film TV (1999)
- Così è la vita (That's Life) – serie TV, 2 episodi (2001-2002)
- The Trouble with Cali (2012)

## Doppiatori italiani
Nelle versioni in italiano delle opere in cui ha recitato, Paul Sorvino è stato doppiato da: 
- Michele Gammino in Pollice da scasso, Star Trek - The Next Generation, Quei bravi ragazzi, Clausola mortale, Bulworth - Il senatore, Mambo italiano, L'onore e il rispetto, Doc West, Doc West - La sfida, Questa è la mia Casa - 4Closed, L'eccezione alla regola, Criminal Minds: Beyond Borders, Undercover Grandpa, Godfather of Harlem
- Bruno Alessandro in Romeo + Giulietta di William Shakespeare, Mr. 3000, Così è la vita, Santa Baby - Natale in pericolo, Il doppio volto della follia, Passione senza regole, The Goldbergs, Bad Blood
- Stefano De Sando in Law & Order - I due volti della giustizia, Giustizia clandestina, Still Standing, Divorzio d'amore
- Manlio De Angelis ne Un tocco di classe, Il giorno del delfino, Reds
- Elio Zamuto in Le avventure di Rocketeer, Traffico di diamanti
- Vittorio Di Prima in Hong Kong colpo su colpo, Carnera - The Walking Mountain
- Emilio Cappuccio in Quella stagione da campioni, Elementary
- Pierangelo Civera in 40.000 dollari per non morire
- Leo Gullotta in Ballando lo slow nella grande città
- Sergio Fiorentini in Marito in prova
- Marcello Tusco in Cruising
- Marcello Prando in Questione d'onore
- Alvise Battain in La signora in giallo
- Luigi Montini in Stuff - Il gelato che uccide
- Mario Maranzana in Moonlighting
- Renzo Stacchi in Bert D'Angelo Superstar
- Pino Locchi in Un bel pasticcio!
- Paolo Buglioni in Dick Tracy
- Glauco Onorato ne Il socio
- Sergio Tedesco in Perry Mason: Poker di streghe
- Sandro Iovino in Gli intrighi del potere - Nixon
- Ennio Coltorti in Testimone involontario
- Pietro Biondi in Fashion Crimes
- Paolo Lombardi in Spot - Supercane anticrimine
- Giancarlo Giannini in Streghe verso Nord
- Marco Mori in The Cooler
- Lallo Circosta in Bulletproof Man
- Claudio Moneta in 40.000 dollari per non morire (ridoppiaggio)

Da doppiatore è sostituito da:
- Marco Balzarotti in Hey Arnold! - Il film